# اليوم العالمي للغجر (الروما)

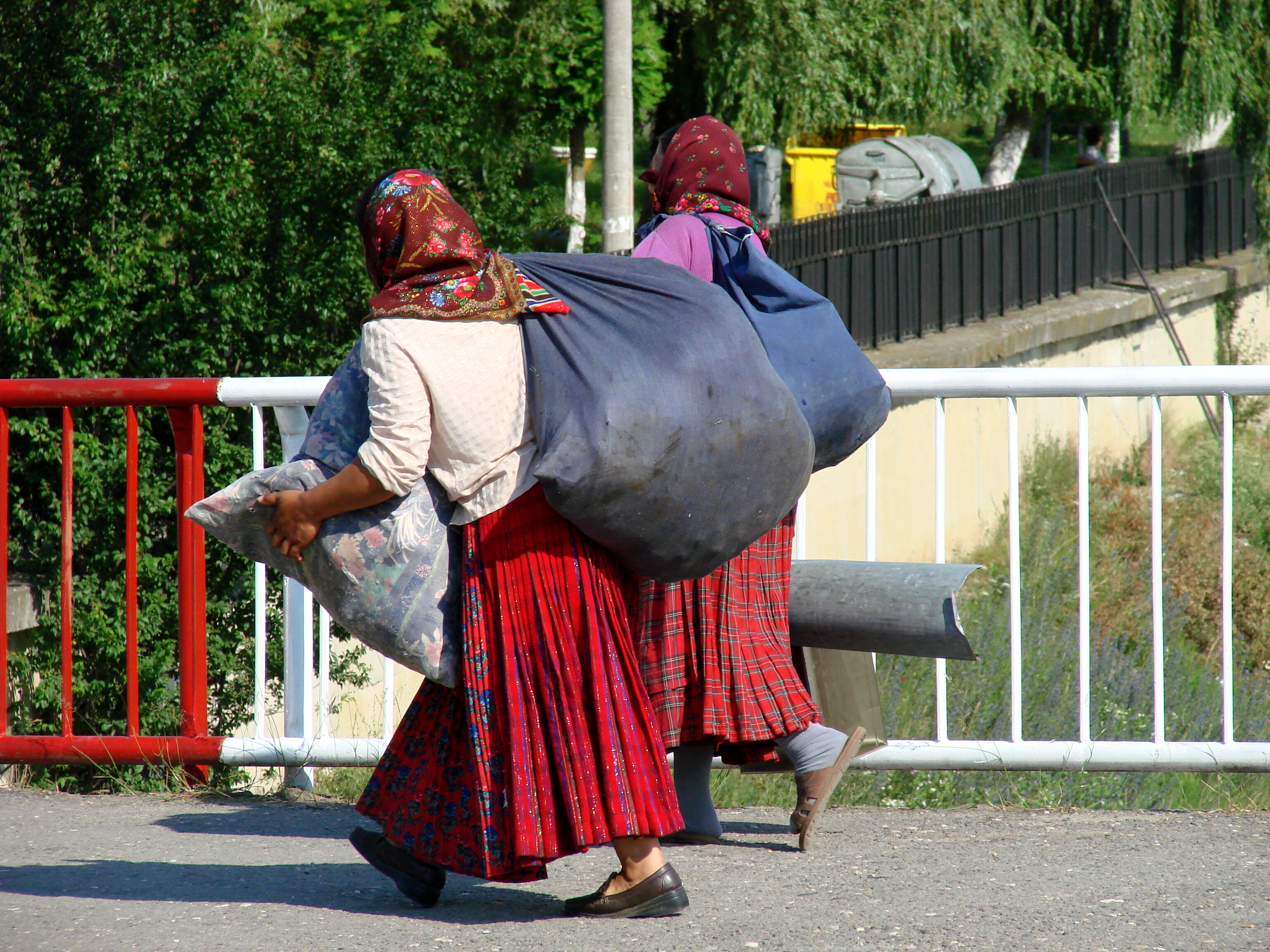
نساء من شعب الرومان في روما

اليوم الدولي للغجر (8 أبريل) هو يوم للاحتفال بثقافة شعب الرومان، أو ما يعرفون به في العالم العربي بالغجر أو النور أو الكواولة، للحفاظ على هويتهم وثقافتهم ولغتهم في المناطق التي لا تزال حية فيها، وزيادة الوعي بالقضايا التي تواجههم شعب الرومان .

## التاريخ
في الثامن من أبريل (نيسان) من عام 1971، انعقد أول مؤتمر عالمي لشعب الرومان أو الروما في لندن، وأقر المؤتمر رسمياً علماً للغجر (مكون من اللونين الأزرق والأخضر ويتوسطه رمزاً لعجلة باللون الأحمر)، ونشيداً وطنياً، والاسم الرسمي للشعب، حيث اعتمدوا اسم "شعب الرومان" بدلاً من الأسماء البديلة الأوروبية والعربية، والتي عادة ما يعتبرها الشعب الروماني مسيئة.
وفي عام 1990، تم الإعلان عن هذا اليوم في سيروك ، بولندا ، موقع المؤتمر العالمي الرابع للروما (الغجر) التابع لاتحاد الروما الدولي (IRU) ، تكريماً لأول اجتماع 1971 في تشيلسفيلد بالقرب من لندن.

## رد فعل دولي
- حث البابا يوحنا بولس الثاني أتباعه على معاملة الغجر بالرحمة والاحترام.
- في عام 2004 ، تناول آدم إيريلي من وزارة الخارجية الأمريكية انتهاكات حقوق الإنسان المستمرة التي يواجهها الغجر وطلب من الحكومات الأوروبية تشجيع التسامح .
- في عام 2006 ، أعربت مود دي بوير-بوكيشيو ، نائبة الأمين العام لمجلس أوروبا ، عن مخاوفها بشأن تنامي معاداة الغجر وشجعت سكان الروما في أوروبا على العمل لتحسين ظروفهم المعيشية السيئة ، نتيجة للتمييز طويل الأمد والواسع الانتشار.[4]
- في عام 2009 ، تحدثت وزيرة الخارجية الأمريكية هيلاري كلينتون عن التزام الولايات المتحدة بحماية وتعزيز حقوق الإنسان لشعب الغجر في جميع أنحاء أوروبا.[5]

## روابط خارجية
- اليوم العالمي للروما 8 أبريل 2013 ، كما حددته دويتشه فيله